# Sông Đắk Ru
Sông Đắk Ru là một con sông đổ ra Sông Đắk Kar. Sông Đắk Ru chảy qua các tỉnh Bình Phước, Đắk Nông .
Sông có chiều dài 13 km và diện tích lưu vực là 30 km² .

## Chỉ dẫn
1. ↑  Trong tiếng các dân tộc thuộc nhóm ngôn ngữ Môn-Khmer ở Tây Nguyên và trong tiếng Việt cổ (trước thế kỷ 16, xem Chữ Nôm) thì đăk đã có nghĩa là nước, sông, suối, còn krông nghĩa là sông.